# 贵阳东站

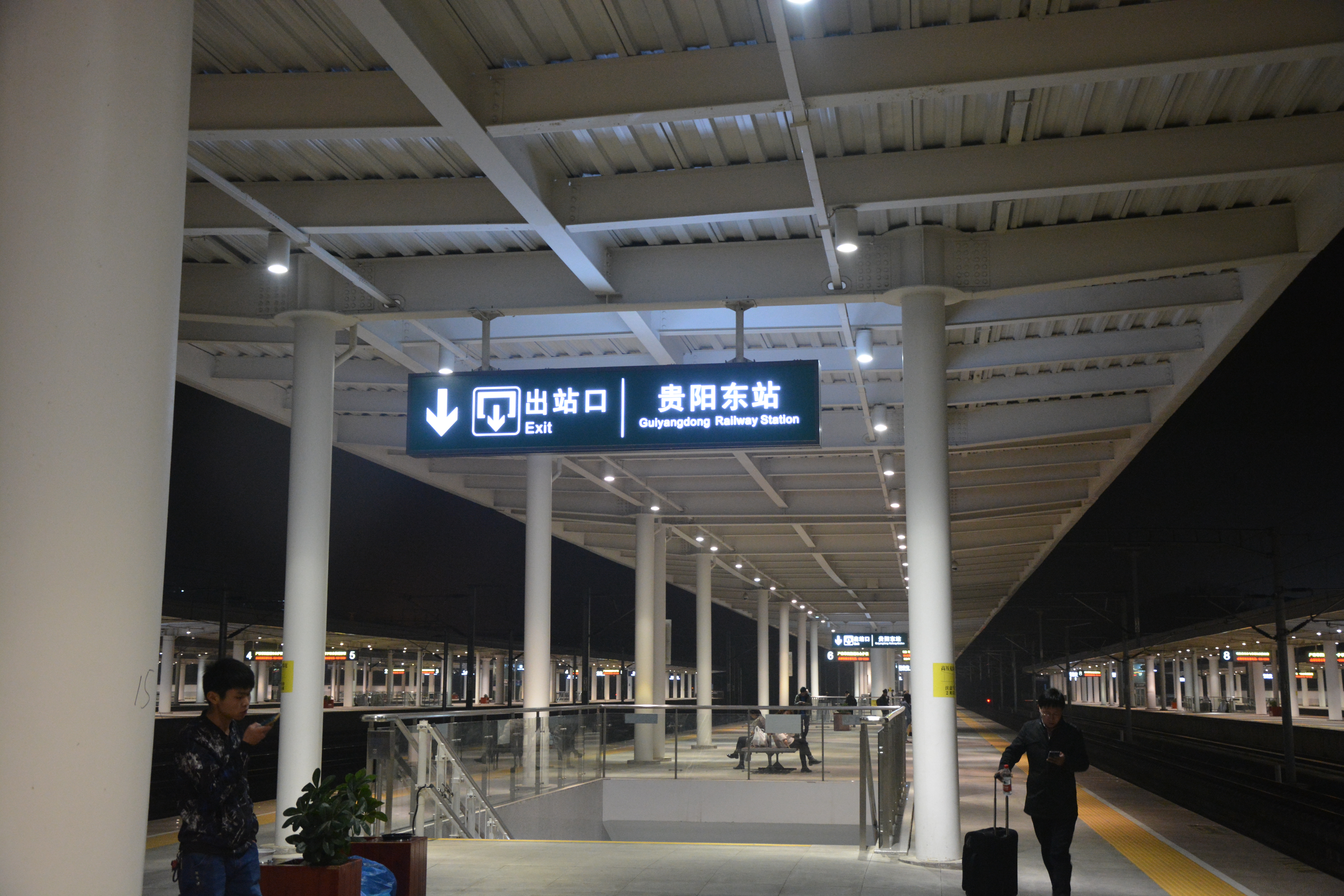
車站月台

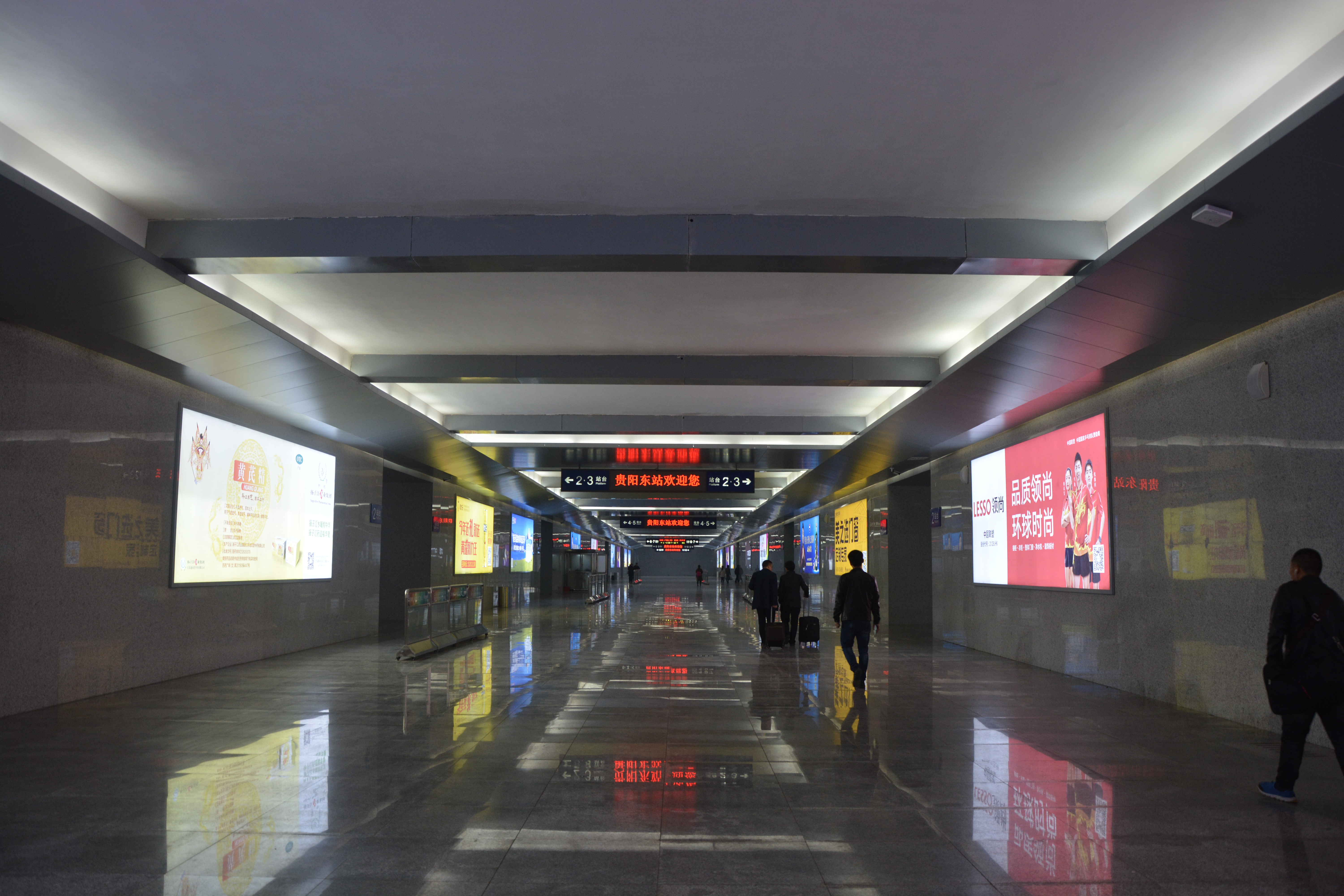
通往月台的走廊

贵阳东站位于中华人民共和国贵州省贵阳市乌当区奶牛场片区，是沪昆高速铁路、贵开城际铁路、成贵客运专线、贵广客运专线上的高铁站，并通过联络线与渝贵铁路相连，于2017年11月2日启用，由中国铁路成都局集团管辖。

## 歷史
贵阳东站站房主体结构在2014年12月即已完工，但在2015年6月18日沪昆高速铁路贵州东段开通时并未立即启用，直至2017年11月2日开通客运业务，贵开城际铁路列车也改在该站到发。
2018年1月25日至26日，因应渝贵铁路开通运营，贵阳东站增开20对过路列车。

## 車站周邊
- 贵阳绕城高速公路
- 兰海高速

## 外部連結
- 中国铁路客户服务中心（页面存档备份，存于）